# اله گودمن
اله گودمن (انگلیسی: Aleah Goodman؛ زادهٔ ۲۴ نوامبر ۱۹۹۸) بازیکن بسکتبال اهل ایالات متحده آمریکا است.